# Hammerhead (canción)
«Hammerhead» es una canción, y el primer sencillo del CD Rise and Fall, Rage and Grace de la banda californiana de punk rock The Offspring. Su edición para radio fue lanzada el 6 de mayo de 2008.
La canción fue escrita por el vocalista de la banda, Dexter Holland.

## Significado
En un principio, se creía que esta canción era una protesta frente a la Guerra de Irak, pero según reveló Dexter Holland, Hammerhead habla acerca de los tiroteos escolares. En las letras de la canción aparece la frase "and you can all hide behind your desks now/and you can cry teacher come help me", en español: "Y ahora podéis esconderos todos bajo vuestros pupitres/Y podéis llorar: profesor, venga a ayudarme". El título de la canción, Hammerhead (cabeza de martillo) se refiere a la perspectiva de un soldado que cree que todo lo que hace es lo mejor -take a life that others may live- (tomo una vida que otros podrían vivir), está bajo una enorme presión mental que le mantiene engañado -it hammers in my head- (Da martillazos en mi cabeza)

## Posicionamiento
| Listas                                | Posición |
| ------------------------------------- | -------- |
| U.S. Billboard Modern Rock tracks     | 2        |
| U.S. Billboard Mainstream Rock tracks | 1        |

- Datos: Q2737517